# Jacob Friedrich Gmelich
Jacob Friedrich Gmelich (* 23. Juli 1839 in Deutschland; † 21. Februar 1914 in Boonville, Missouri) war ein US-amerikanischer Politiker. Zwischen 1909 und 1913 war er Vizegouverneur des Bundesstaates Missouri.

## Werdegang
Im Alter von zwölf Jahren kam Jacob Gmelich mit seinen Eltern in die Vereinigten Staaten, wo sich die Familie zunächst in Ohio und dann in Peru (Illinois) niederließ. Er besuchte die öffentlichen Schulen seiner jeweiligen Heimat und absolvierte danach eine Lehre als Uhrmacher und Juwelier. Danach arbeitete er zwei Jahre lang in Chicago und dann für eineinhalb Jahre in St. Louis in seinem Handwerk. Seit Mai 1861 lebte er in Boonville im Cooper County. Gmelich wurde Mitglied der Nationalgarde von Missouri und nahm zeitweise am Bürgerkrieg teil. Während des Krieges wurde sein Juwelier- und Uhrengeschäft bei einem Überfall der Truppen der Konföderation zerstört und ausgeraubt. Danach baute er sein Geschäft in Boonville wieder auf und engagierte sich auch in anderen Branchen. Dabei brachte er es bald zu beträchtlichem Reichtum. Für einige Jahre war er Präsident der Boonville Commercial Bank. Er war auch in der Immobilienbranche tätig und besaß selbst mehrere Immobilien in Boonville. Sein Juweliergeschäft wurde unter dem Namen Gmelich & Schmidt bekannt.
Politisch schloss sich Gmelich der Republikanischen Partei an. Anfang der 1870er Jahre saß er als Abgeordneter im Repräsentantenhaus von Missouri. Acht Jahre lang war er Bürgermeister von Boonville. Zwischen 1905 und 1909 war er als State Treasurer Finanzminister von Missouri. 1908 wurde er an der Seite von Herbert S. Hadley zum Vizegouverneur seines Staates gewählt. Dieses Amt bekleidete er zwischen dem 11. Januar 1909 und dem 13. Januar 1913. Dabei war er Stellvertreter des Gouverneurs und Vorsitzender des Staatssenats. Er starb am 21. Februar 1914 in Boonville. Jacob Gmelich war mit Doris Mueller (1841–1932) verheiratet.